# Studium Generale
Studium Generale var en samtida medeltida beteckning på några av de äldsta europeiska universiteten. 
De universitet som i allmänhet ansågs vara Studia Generalia redan under tidigt 1200-tal var:
- Universitetet i Bologna
- Universitetet i Paris
- Oxfords universitet
- Universitetet i Cambridge
- Montpelliers universitet
- Universitetet i Salamanca
- Universitetet i Palencia
- Universitetet i Reggio nell'Emilia
- Universitetet i Vicenza
- Universitetet i Salerno (osäkert)
- Universitetet i Arezzo
- Universitetet i Complutense
- Universitetet i Modena
- Universitetet i Siena
- Universitetet i Vicenza
- Universitetet i Coimbra

## Norden
År 1425 lades av Gråbrödraklostret i Lund grunden till Nordens äldsta högskola, Studium Generale i Lund, vars undervisning av formella orsaker dock på allvar inleddes först 1438. 